# René von Schöfer
René Désiré Victor Ferhad von Schöfer (* 21. April 1883 in Teheran; † 6. Juli 1954 in Aachen) war ein deutscher Architekt, Archäologe, Städtebauer und Hochschullehrer österreichischer Herkunft.

## Leben
René von Schöfer war Sohn des  k.u.k. Legationsrat a. D. Julius von Schöfer und der Ella geb. Pohl. Die Familie gehörte dem österreichischen Ritterstand an. Nach dem Besuch des Benediktiner-Gymnasiums in Ödenburg und des Theresianums Wien studierte er von 1902 bis 1904 Rechts- und Staatswissenschaften und wechselte 1904 an die Universität Budapest, wo er 1906 sein Studium abschloss und anschließend die I. und II. Staatsprüfung ablegte. 1903 wurde er Mitglied des Corps Borussia Bonn. Von 1907 bis 1911 studierte er an der Technischen Hochschule München Architektur. Er unternahm im Auftrag des Deutschen Archäologischen Institutes von 1911 bis 1914 umfangreiche baugeschichtliche und archäologische Studien in Pompeji und war von 1920 bis 1926 Assistent von Theodor Fischer an der TH München. Über seine Bauaufnahmen der Casa del Fauno in Pompeji wurde er 1926 zum Dr.-Ing. promoviert. Im gleichen Jahr nahm er einen Ruf auf den Lehrstuhl für Formenlehre, Bauformenlehre, Städtebau und Baugestaltung der RWTH Aachen an. 1935 wurde er Dekan der Fakultät für Bauwesen. Einen Ruf an die Technische Hochschule Stuttgart lehnte er 1937 ab. 1943 wurde er emeritiert, lehrte jedoch bis 1951 weiter. Erich Kühn wurde sein Nachfolger.
Geprägt durch Theodor Fischer vertrat Schöfer in der Architektur sachliche Formen und Flächen, das Ornament der Gründerzeit ablehnend. Von besonderer Bedeutung war seine Aufbauplanung für die Stadt Jülich nach dem Zweiten Weltkrieg. Er gilt zusammen mit Otto Gruber, Hans Mehrtens und Hans Schwippert in Abwandlung der Stuttgarter Schule als Vertreter der Aachener Schule.
Zu von Schöfers akademischen Schülerinnen und Schülern zählten u. a. die Architekturprofessorin Maria Schwarz, sein Assistent, der Stadtbaudezernent und Architekt in Aachen, Prof. Dr. Ing. Wilhelm Kaspar Fischer und dessen Mitarbeiter, der Architekt und Baubeamte Karlheinz Sundermann.
Schöfer war mit Elisabeth von Schubert verheiratet. Sie hatten zwei Söhne.

## Werk (Auswahl)

### Gebäude
- Rathaus in Schleiden
- Rathaus in Ratheim
- Rathaus in Jülich, 1953/54
- Schule in Hilfarth
- Gymnasium in Schleiden
- Neubau für die Tuchfabrik Nellessen[9] an der Ecke Mörgensstr./Hubertusstr. unter Nutzung von Restsubstanz und Einbeziehung des alten Schornsteins, 1952
- St. Jakob (Aachen), Wiederaufbau nach dem Zweiten Weltkrieg

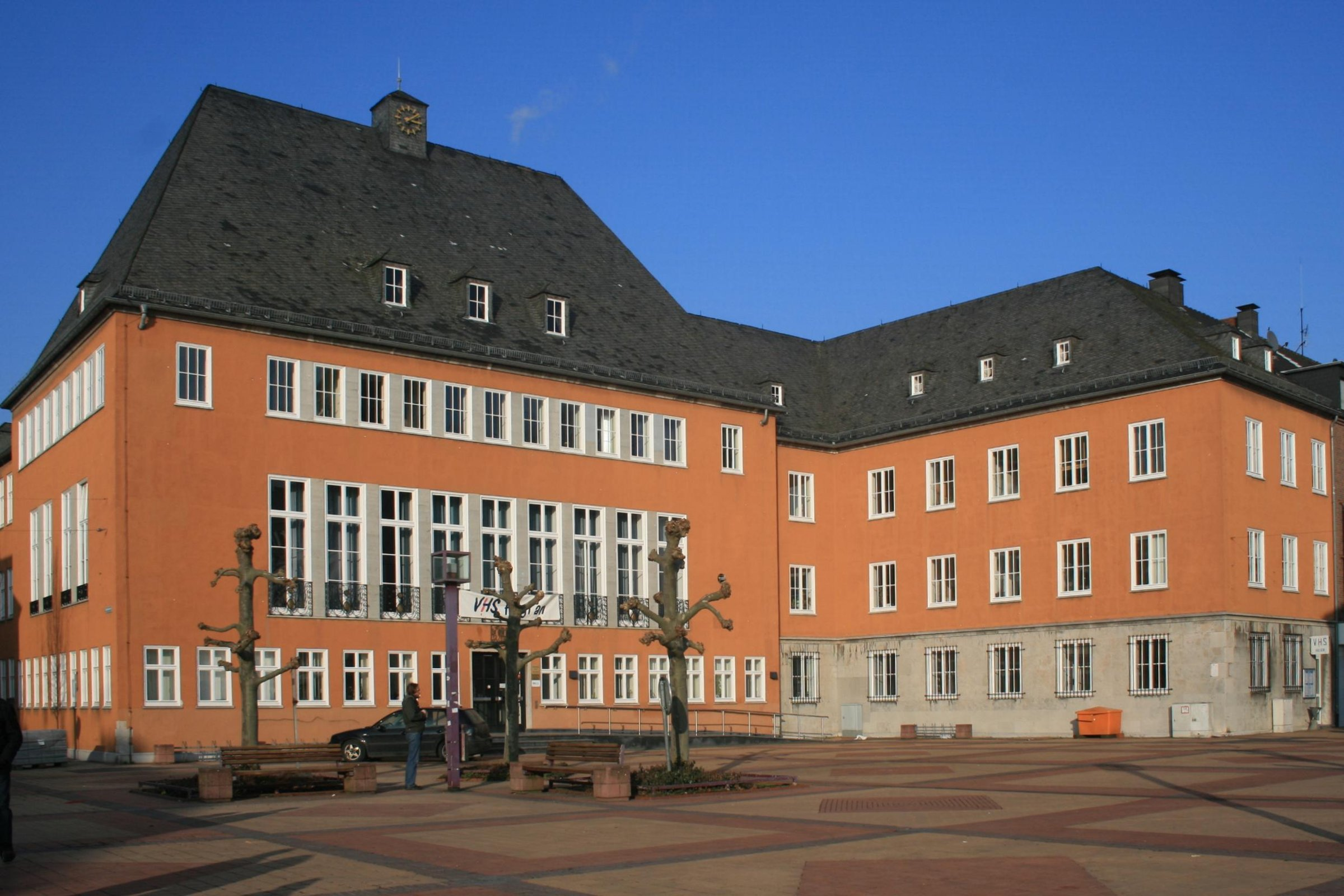
Rathaus in Jülich, Marktplatz 1 (Baudenkmal, 1953/54)
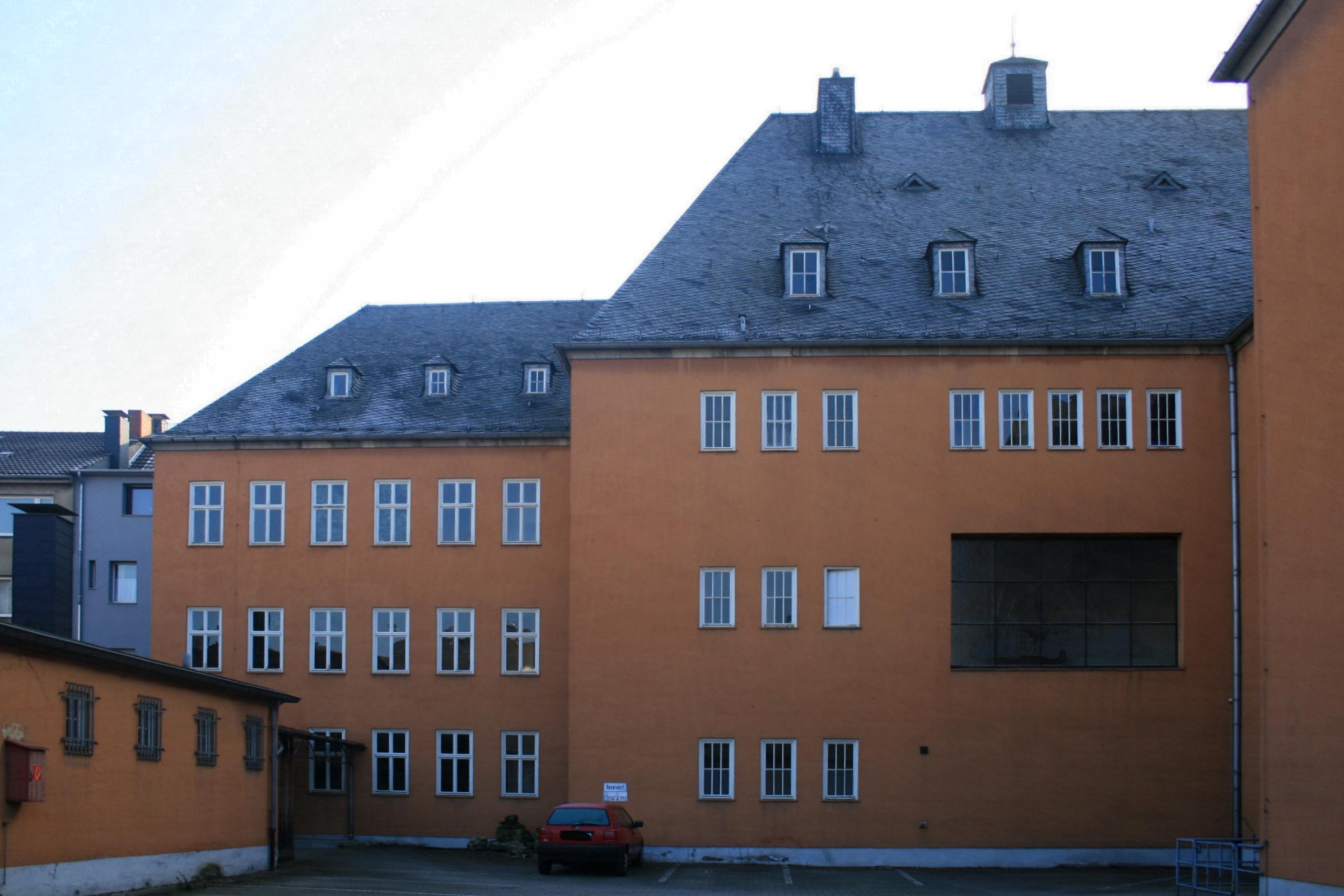
Rathaus Jülich, Rückseite
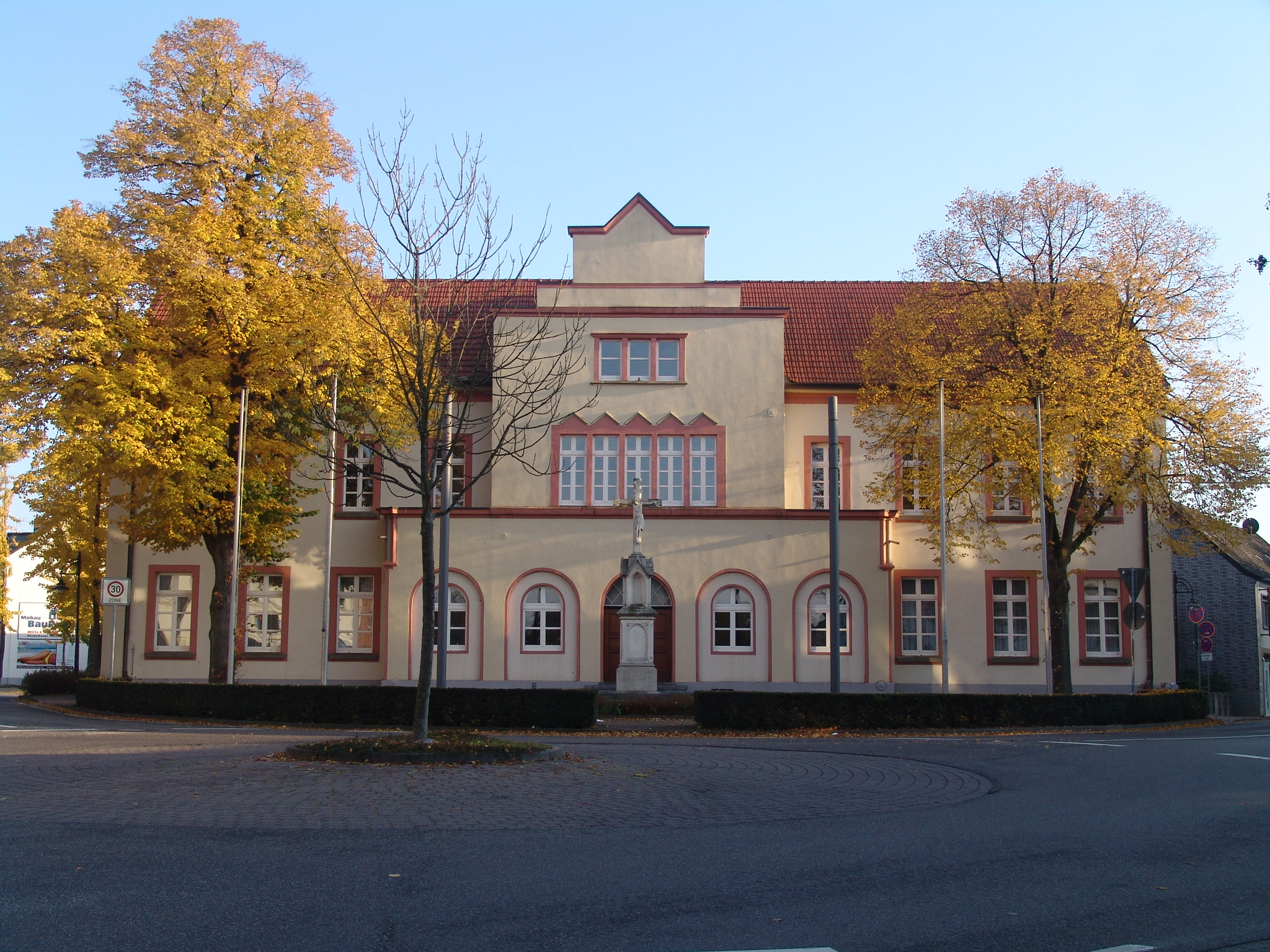
Rathaus in Ratheim
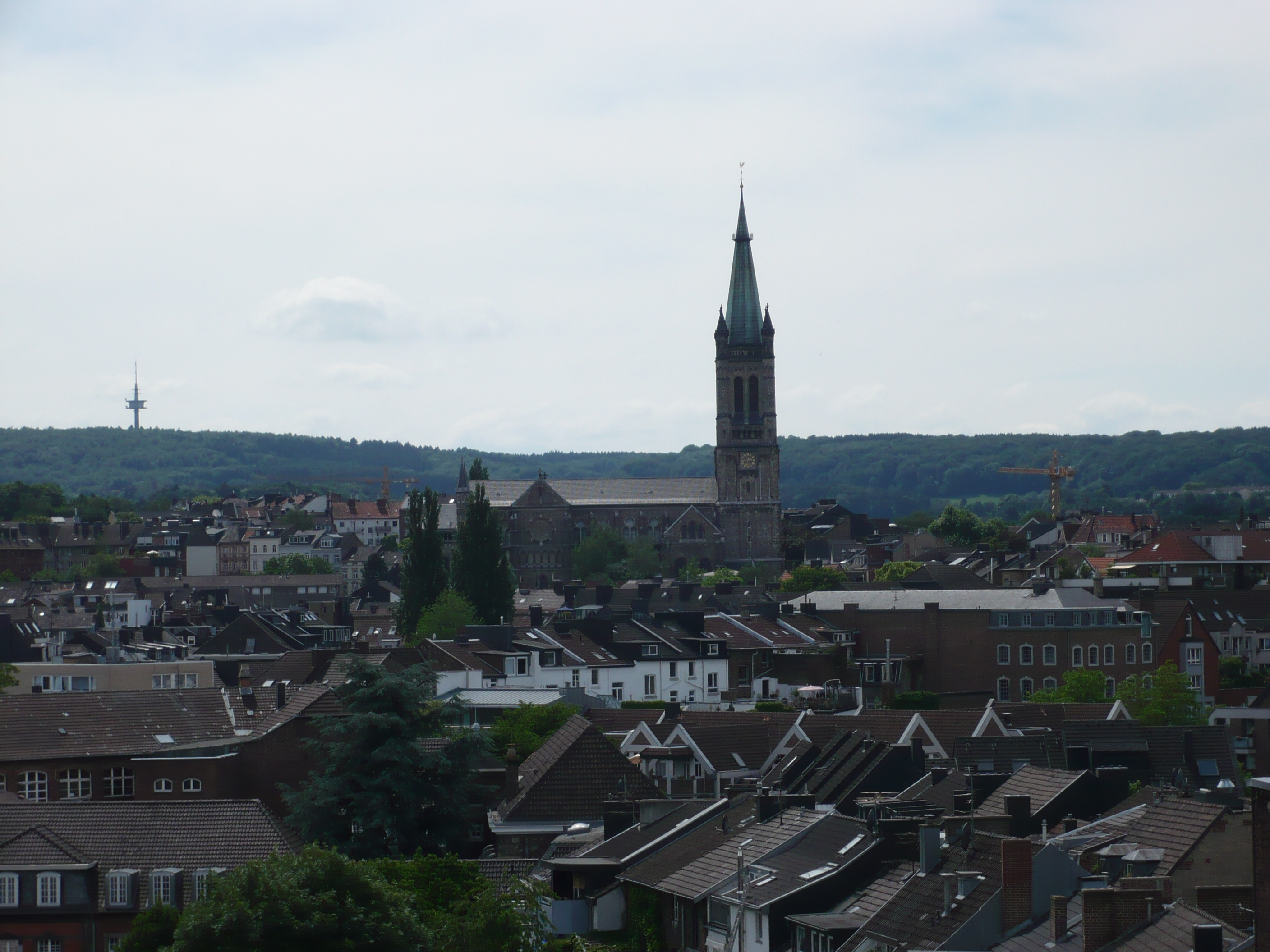
St. Jakob Aachen (Wiederaufbau 1949/53)
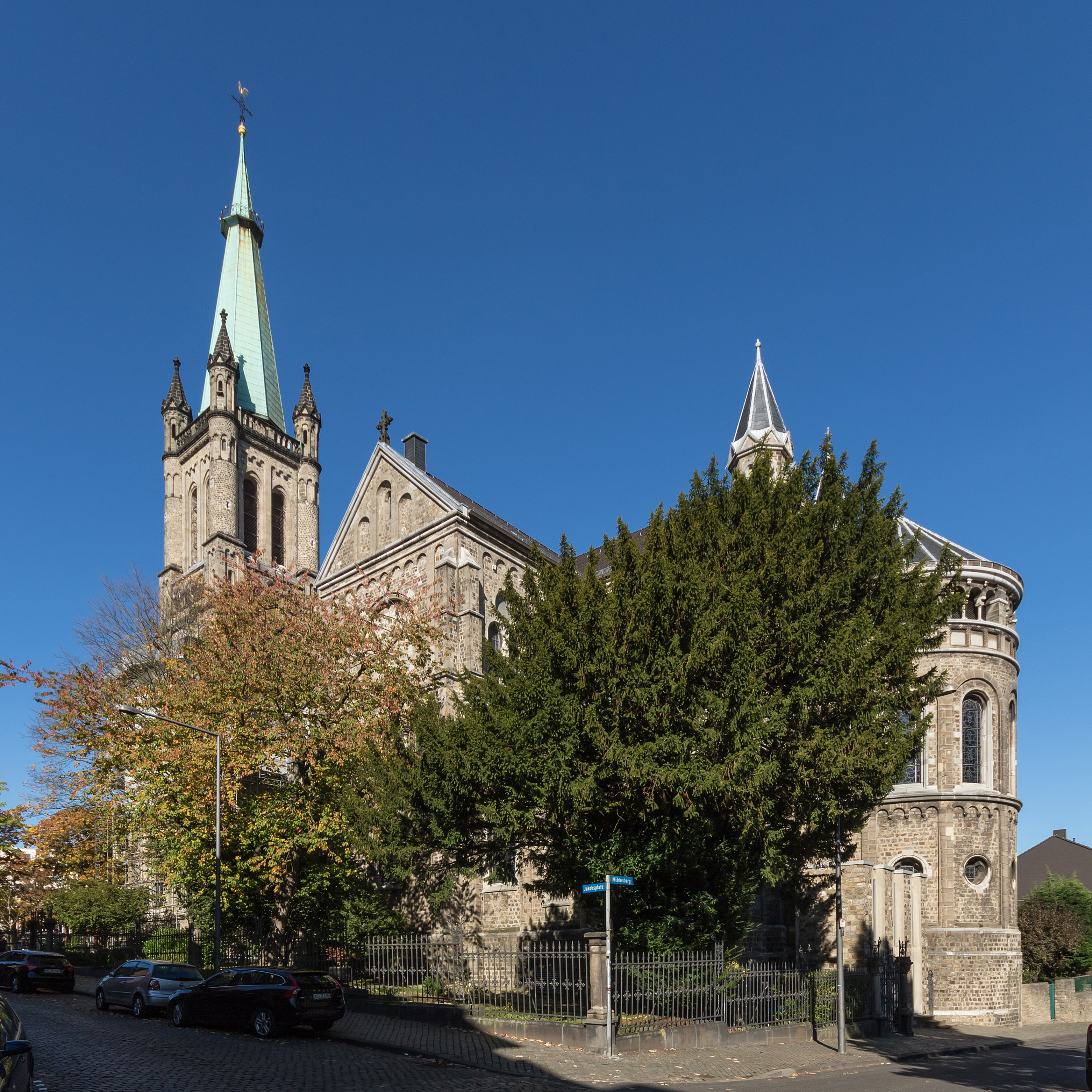
St. Jakob Aachen
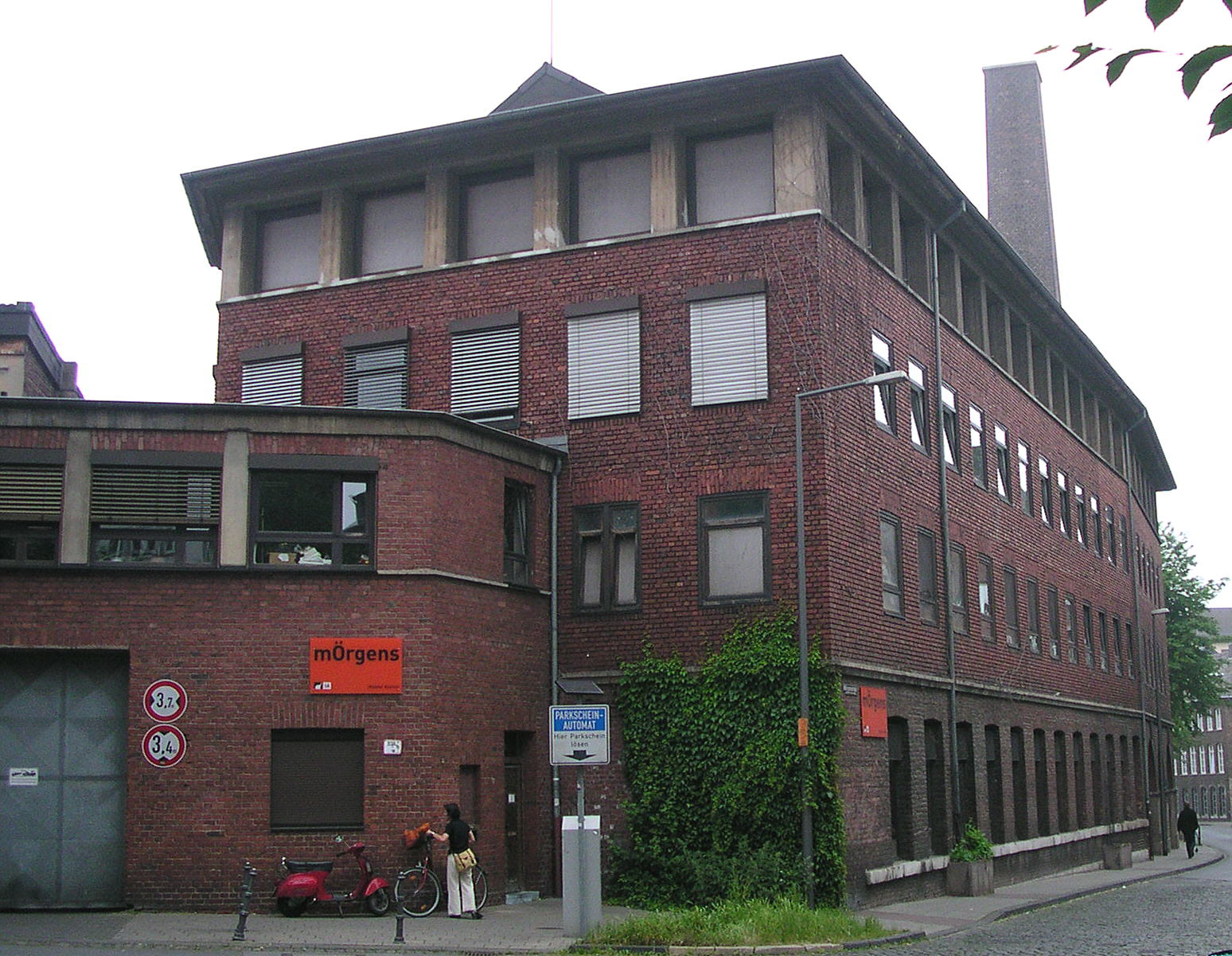
Schornstein und Reste der Nellessenschen Tuchmanufaktur. Heute Probebühne des Aachener Stadttheaters.

### Stadtplanungen und städtebauliche Gutachten
- Aachen
- Jülich
- Hückelhoven
- Solingen

### Schriften
- Stützensysteme aus dem Hause des Faun in Pompeji. 1926 (Dissertation TH München).